# Dragomirești (Neamț)
Pour les articles homonymes, voir Dragomirești.
Dragomirești est une commune roumaine du județ de Neamț, dans la région historique de Moldavie et dans la région de développement du Nord-Est.

## Géographie
La commune de Dragomirești est située dans le nord-est du județ, dans les collines du piémont des Carpates orientales, à 25 km au nord-est de Piatra Neamț, le chef-lieu du județ.
La municipalité est composée des six villages suivants (population en 1992) :
- Borniș (175) ;
- Dragomirești (165), siège de la municipalité ;
- Hlăpești (1 066) ;
- Mastacăn (182) ;
- Unghi (158) ;
- Vad (641).

## Histoire
La première mention écrite du village de Hlăpești date de 1444.

## Politique
| Période                                  | Période  | Identité       | Étiquette     | Qualité |
| ---------------------------------------- | -------- | -------------- | ------------- | ------- |
| Les données manquantes sont à compléter. |          |                |               |         |
| 2004                                     | En cours | Vasile Panaite | PDL, puis PSD |         |

| Parti | Parti                                                 | Sièges |
| ----- | ----------------------------------------------------- | ------ |
|       | Parti social-démocrate (PSD)                          | 6      |
|       | Parti national libéral (PNL)                          | 3      |
|       | Union nationale pour le progrès de la Roumanie (UNPR) | 2      |

## Religions
En 2002, la composition religieuse de la commune était la suivante :
- Chrétiens orthodoxes, 98,09 % ;
- Adventistes du septième jour, 0,95 %.

## Démographie
En 2002, la commune comptait 2 322 Roumains (95,91 %) et 99 Tsiganes (4,08 %). On comptait à cette date 1 200 ménages.
| 1992  | 2002  | 2007  |
| ----- | ----- | ----- |
| 2 387 | 2 421 | 2 468 |

## Économie
L'économie de la commune repose sur l'agriculture et l'élevage.